# Берн (кантон)
Вижте пояснителната страница за други значения на Берн.
Берн (на немски: Bern; на френски: Berne) е кантон в Западна Швейцария, втори по площ (5959 km²) и население (947 100 души, 2003) в страната. Той има два официални езика – немски и френски. Столица е град Берн.

## География
Кантонът Берн граничи с кантоните Юра и Золотурн на север, Ньошател, Фрибур и Во на запад, Вале на юг и Ури, Нидвалден, Обвалден, Люцерн и Ааргау на изток.
По-голямата част от кантона се намира в басейна на река Аар. Обикновено той се разделя на три части:
- Бернски Оберланд на юг е част от Алпите и достига надморска височина 4274 m (връх Финщераархорн).
- Бернски Мителланд обхваща подножието на Алпите, долините на реките Аар и Еме и равнината около град Берн.
- Зеенланд на север включва района на Билското езеро.

## История
Кантонът Берн се състои от земи, придобити чрез завоевания или покупка от град Берн, главно между XIV и XVI век. Сред присъединените области са:
- Лаупен (1324)
- Хасли и Майринген (1334)
- Тун и Бургдорф (1384)
- Унтерзеен и горната част на долината на Зиме (1386)
- Фрутиген и други (1400)
- Долната част на долината на Зиме (1439 – 1449)
- Интерлакен с Гринделвалд, Лаутербрунен и Бринц (1528)
- Занен (1555)
- Кьониц (1729)
- Бернска Юра с Бил (1815, от епископството на Базел)

През 1798 година някои области се отделят от кантона. Това са Ааргау, Егъл и Грандсон, Во и Пеи д'Ан От. От 1798 до 1802 година Оберланд е самостоятелен кантон в Хелветската република. През 1979 година някои френскоговорещи области се отделят в самостоятелния кантон Юра.
Берн се присъединява към Швейцарската конфедерация през 1353 година, а между 1803 и 1814 година е един от шестте директориални кантона.

## Управление
Големият съвет (на немски: Grosser Rat; на френски: Grand conseil) е парламентът на кантона Берн. Той се състои от 160 представители, избирани чрез пропорционално представителство за срок от 4 години. Френскиговорещата част от кантона, Бернска Юра, има гарантирани 12 места, а 3 места са запазени за френскиговорещото малцинство от двуезичния окръг Бил.
Изпълнителният съвет (на немски: Regierungsrat; на френски: Conseil-éxecutif) е правителството на кантона. Състои се от 7 члена, избирани пряко за срок от 4 години. Едно място е запазено за френскоговорещ гражданин от Бернска Юра.
Кантонът има двуинстанционна съдебна система, състояща се от окръжни съдилища и Върховен съд. Има и Административен съд, както и други специализирани съдилища.

## Население
Населението на кантон Берн е 947 100 души (2003). Говорят се основно два езика – немски (22 окръга, 84%) и френски (3 окръга, 8,2%). Немскоговорещото мнозинство говори на бернски диалект. Френскиговорещите живеят главно в северната част на кантона, Бернска Юра, и в двуезичния град Бил. В управлението двата езика са официални с равен статут.
Повечето жители на кантона са протестанти, като има значителни римокатолически и християнскокатолически общности. Тези три църкви са официално признати за държавни църкви (Landeskirchen). Както навсякъде в Швейцария, има и значителни юдаистки и мюсюлмански малцинства.

## Икономика
В Бернски Оберланд туризмът е основният източник на доходи. Други важни сектори са селското стопанство (най-вече говедовъдството), производството на сирене (ементал и други) и водноелектрическите централи.
Централните области са по-пригодни за земеделие, но тази част на кантона е и най-индустриализираната. Малките и средни предприятия са основен работодател в района. Там се намира и атомната електроцентрала в Мюлеберг.
Районът на езерото Бил е известен с производството на вино, а заедно с Бернска Юра – и на часовници, фина механика, автоматизирано оборудване и машини.